# Cäcilien- und Margarethenkirche (Leerhafe)

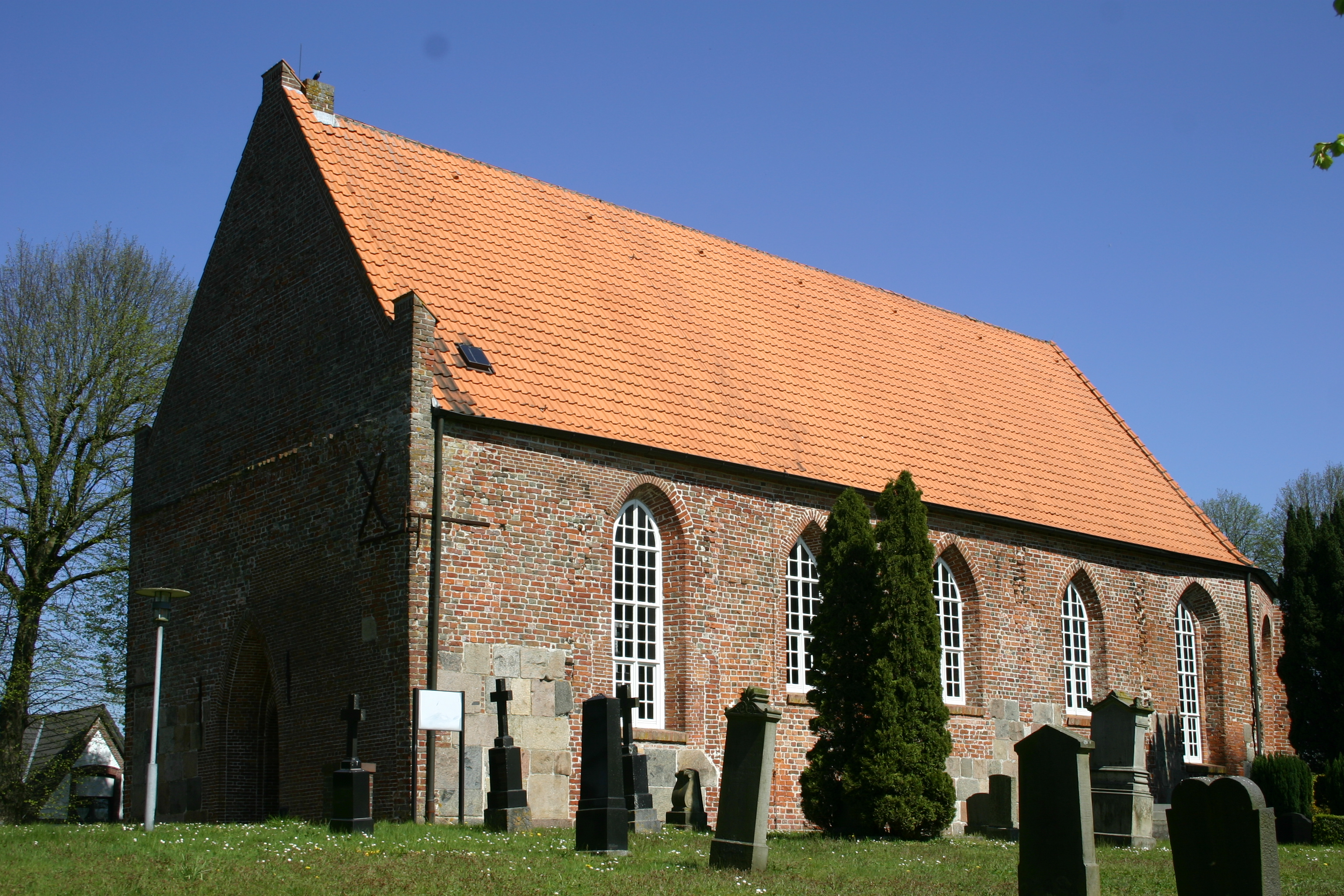
Cäcilien- und Margarethenkirche (Südseite)

Die evangelisch-lutherische Cäcilien- und Margarethenkirche steht in Leerhafe, einem Ortsteil der ostfriesischen Stadt Wittmund. Schutzpatroninnen sind Cäcilie und Margarethe.

## Geschichte

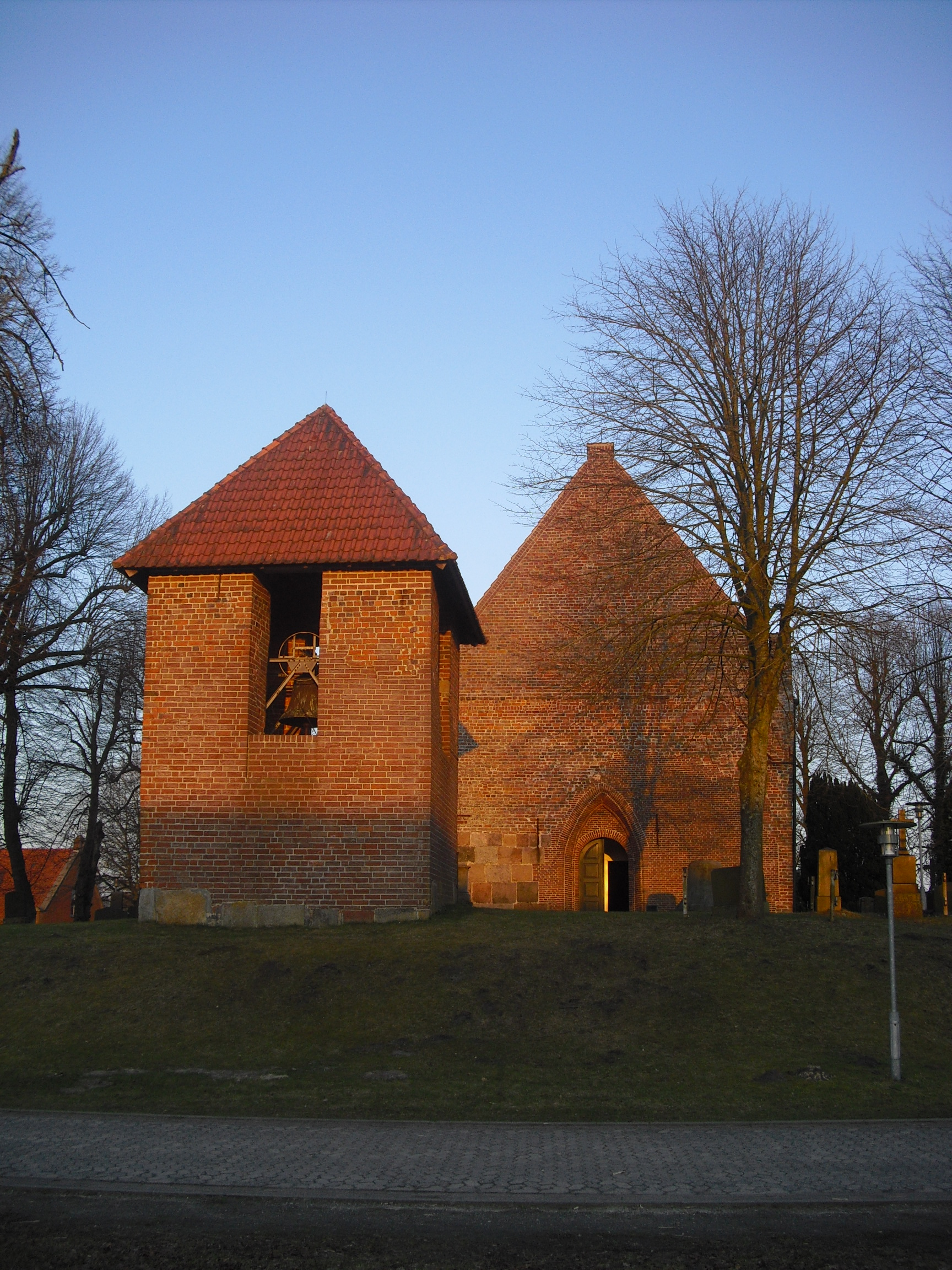
Kirche und Glockenturm (Westseite)

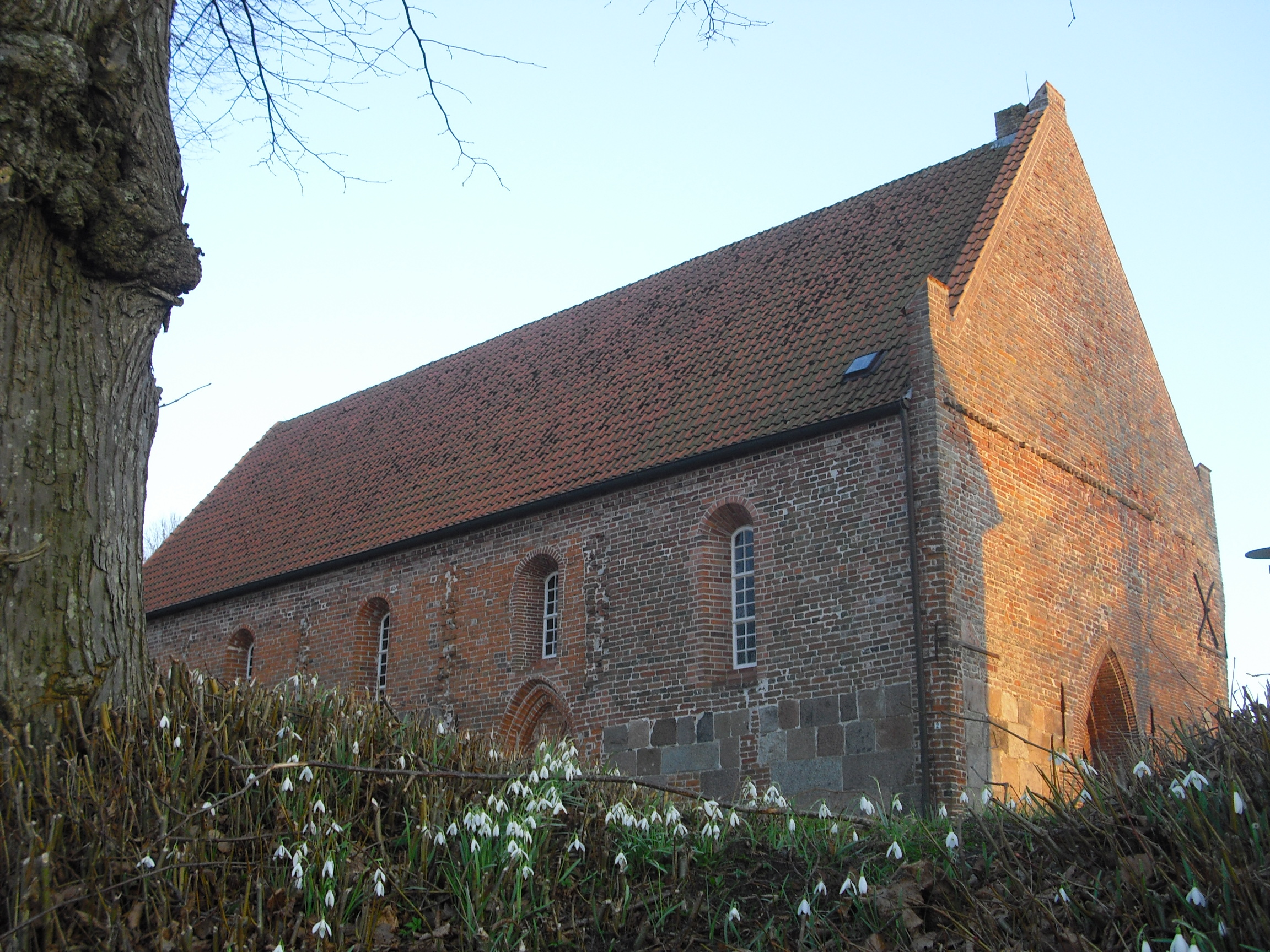
Kirche mit zugemauertem Nordeingang

Das Gebiet um Leerhafe zählt zu den früh (wohl im 10. oder frühen 11. Jahrhundert) christianisierten Regionen Ostfrieslands. Vermutet werden dabei Einflüsse des nahe gelegenen Kloster Reepsholt. Erste christliche Gottesdienste in Leerhafe setzt man um das Jahr 1000 an, zunächst im Freien, bald aber wohl in einer schlichten Holzkirche.
In der sturmflutgefährdeten Gegend wurde für das Gotteshaus eine Warft aufgeschüttet, die etwa drei Meter hoch, 75 Meter lang und 50 Meter breit ist. Die heutige Kirche hatte archäologischen Untersuchungen zufolge mindestens drei Vorgängerbauten aus Holz, deren erster um kurz nach dem Jahr 1000 errichtet wurde. Für diese Gebäude wurde bereits die Warft angelegt und bei jedem Neubau etwas erhöht, bis sie das heutige Niveau erreichte. Aus der Zeit der Holzkirchen hat sich ein trapezförmiger Grabstein des 12. Jahrhunderts erhalten. Im 13. Jahrhundert wurde schließlich eine Granitquaderkirche errichtet, die um 1500 stark baufällig und eingerissen wurde. Beim anschließenden Bau des heutigen Gotteshauses wurden Granitquaderreste des Vorgängerbaus wiederverwendet. In Leerhafe entstand so eine spätgotische Saalkirche mit einem polygonalen Backsteinchor. Der einstige Eingang an der Nordwand ist heute vermauert, aber gut zu erkennen.
Im Jahre 1640 wurde die Kirche durch einen Brand schwer beschädigt und in den Jahren 1655 bis 1660 wieder instand gesetzt. Das Westportal wurde im Jahre 1861 eingebrochen. Während des Zweiten Weltkrieges wurde die Kirche schwer beschädigt und 1953 notdürftig instand gesetzt. Im Oktober 1981 bestand akute Einsturzgefahr für das Gotteshaus, woraufhin eine fünf Jahre dauernde Restaurierung erfolgte. Die Kirche steht unter Denkmalschutz.

## Baubeschreibung
Die Cäcilien- und Margarethenkirche ist eine spätgotische Saalkirche mit einem polygonalen Backsteinchor. Das Kirchenschiff weist im unteren Teil die wiederverwendeten Granitquader auf, während der obere Teil aus Backsteinen gemauert wurde. Ursprünglich besaß das Schiff außen Strebepfeiler, die im Laufe der Zeiten entfernt wurden. Die Nordwand ist durch hoch sitzende, rundbogige Fenster und ein vermauertes Portal gegliedert, dessen Spitzbogen mit Blendmaßwerk geschmückt ist. In der Südwand befinden sich vier breitere, spitzbogige Fenster. Der Chor besteht aus vier Seiten eines Polygons mit einem Strebepfeiler in der Mittelachse. Der Kirchenraum wird nach oben durch eine Balkendecke abgeschlossen. Einen besonderen Kirchturm hat die Leerhafer Kirche nie gehabt, nur den etwas abseits stehenden Glockenturm des geschlossenen Typs. Er wurde in der Zeit zwischen 1300 und 1350 westlich der Kirche errichtet.

## Ausstattung

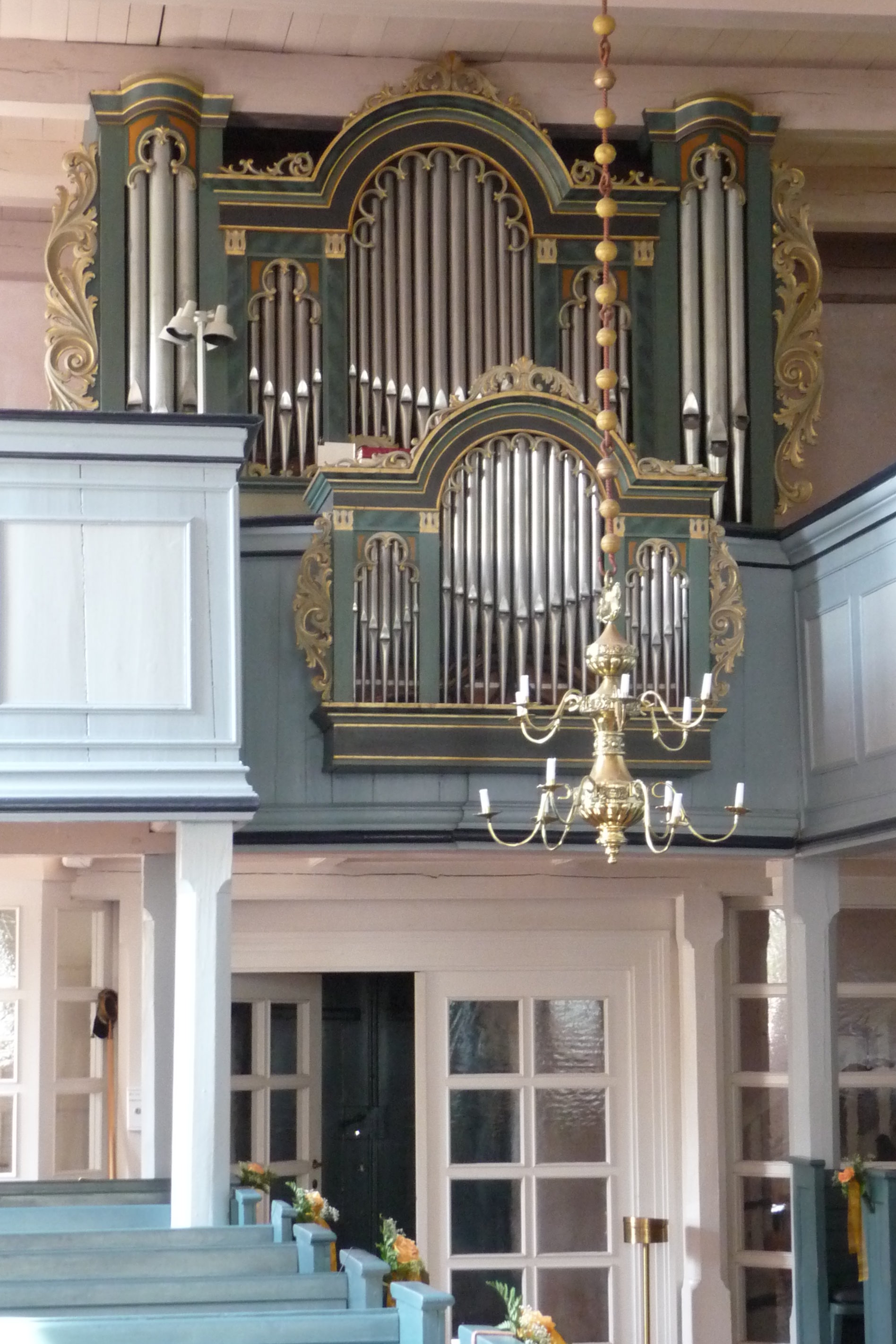
Rohlfs-Führer-Orgel

Der älteste Ausstattungsgegenstand der Kirche ist ein trapezförmiger Grabstein aus Bentheimer Sandstein mit einem Keulenkreuz zwischen Stäben.
Im Norden des Gebäudes befindet sich eine spätgotische Sakramentsnische. Möglicherweise diente die Nische auch in der Osterliturgie zur Darstellung des Heiligen Grabes.
Der im Barockstil gehaltene hölzerne Altaraufbau mit Säulenrahmung wurde in der Mitte des 17. Jahrhunderts vermutlich von einem Schüler des Esenser Meisters Jacob Cröpelin hergestellt. Seit dem Jahre 1889 befindet sich in dessen Zentrum ein neues Altargemälde, das eine Kopie der Kreuzabnahme von Peter Paul Rubens darstellt. Das Bild wurde der Gemeinde von Rinste Maria Betten aus dem Nachbardorf Möns gestiftet. Im Jahre 1987 wurde der Altar um ein Gemälde des Künstlers Edward Malinowski ergänzt, das die Auferstehung Christi zeigt. Bei der Kirchenrenovierung 1981 wurde die ursprüngliche Farbgebung des Altars wiederhergestellt.
Die der Zeit des Rokoko entstammenden Kniebänke vor dem Altar wurden um 1760 gefertigt.
Die schlichte Kanzel datiert von 1655.
Die bleiverglasten Fenster im Chorraum wurden 1986 eingesetzt. Sie wurden nach Entwürfen von Wilhelm Buschulte aus Unna in den Werkstätten Derix in Taunusstein gefertigt.
Eine erste Orgel wurde 1797 im Osten über dem Chor von Hinrich Just Müller aus Wittmund eingebaut. Die dafür nötigen Geldmittel erwirtschaftete die Gemeinde aus dem Verkauf des Kirchengestühls. In den Jahren 1860 bis 1861 wurden die Nord- und Westempore in die Kirche eingebaut, deren letztere künftig die Orgel beherbergen sollte. Hier stellte Arnold Rohlfs aus Esens 1863 ein neues Instrument auf, an dessen neuromanischen Prospekt er die Verzierungen der Orgel von 1797 anbrachte. Auch dieses Instrument musste ersetzt werden, nachdem es 1957 baufällig geworden war. Seither befindet sich in der Kirche hinter dem erhaltenen Prospekt eine mechanische Schleifladenorgel des Orgelbauers Alfred Führer aus Wilhelmshaven, die aus Hauptwerk, Rückpositiv und Pedal besteht und über 15 Register mit 930 Orgelpfeifen verfügt. Von Rohlfs sind der Hauptwerks-Prospekt und alte Pfeifen in vier Registern erhalten; das Rückpositiv und Pedal stammt von 1956–1958.
Zu den weiteren Ausstattungsgegenständen zählen ein Kelch aus dem Jahre 1811, die 1840 gestiftete Taufschale, eine zinnerne Kanne ohne Zeichen, eine zinnerne Dose des Zinngießers Ronstadt aus Leer und ein 1878 gestifteter Krankenkelch.